# Miss Italia 2022
Miss Italia 2022 fue la 80.ª edición del concurso Miss Italia. Se llevó a cabo el 21 de diciembre de 2022 en el Centro de Convenciones Multimedia del Crowne Plaza Rome St. Peter's, Roma. Lavinia Abate del Lacio fue coronada como ganadora y sucesora de Zeudi Di Palma de Campania.
Por tercer año consecutivo no fue transmitido por televisión sino únicamente en streaming, esta vez en el canal de YouTube y en la página de Facebook del concurso.

## Resultados
| Posiciones        | Candidata                            |
| ----------------- | ------------------------------------ |
| Miss Italia 2022  | - Lacio - Lavinia Abate              |
| Primera finalista | - Cerdeña - Carolina Vinci           |
| Segunda finalista | - Emilia-Romaña - Virginia Cavalieri |

### Premios especiales
| Premio                  | Candidata                                |
| ----------------------- | ---------------------------------------- |
| Miss Cinema             | - Cerdeña - Carolina Vinci               |
| Miss Elegancia          | - Lacio - Lavinia Abate                  |
| Miss Sonrisa            | - Véneto - Anna Tasoni                   |
| Miss Belleza Rocchetta  | - Trentino-Alto Adigio - Eleonora Lepore |
| Miss Miluna             | - Roma - Federica Maini                  |
| Miss Kissimo Biancaluna | - Emilia-Romaña - Virginia Cavalieri     |
| Miss Deporte Givova     | - Campania - Noemi Pirozzi               |
| Miss Simpatía           | - Marcas - Glelany Cavalcante            |
| Miss Social             | - Véneto - Sara Pilla                    |

## Candidatas
21 candidatas compitieron por el título. Las finalistas fueron elegidas por una comisión técnica, presidida por la periodista Maria Giovanna Maglie, al término de la prefinal celebrada en Fano del 16 al 18 de septiembre de 2022, a la que asistieron 197 chicas que conquistaron los títulos regionales asignados en el curso de 350 selecciones en toda Italia.
| Región               | Candidata            | Edad | Ciudad natal      |
| -------------------- | -------------------- | ---- | ----------------- |
| Abruzos              | Beatrice Gioia       | 18   | L'Aquila          |
| Apulia               | Anna Pia Masciaveo   | 22   | Ceriñola          |
| Basilicata           | Roberta Albano       | 19   | Pignola           |
| Calabria             | Vanessa Foti         | 18   | Regio de Calabria |
| Campania             | Noemi Pirozzi        | 20   | Qualiano          |
| Cerdeña              | Carolina Vinci       | 24   | Arzachena         |
| Emilia-Romaña        | Virginia Cavalieri   | 18   | Volania           |
| Friul-Venecia Julia  | Maria Franceschi     | 18   | Pordenone         |
| Lacio                | Lavinia Abate        | 18   | Roma              |
| Liguria              | Mariela Nunez        | 25   | Génova            |
| Lombardía            | Martina Broggi       | 19   | Milán             |
| Marcas               | Glelany Cavalcante   | 28   | Civitanova Marche |
| Molise               | Azzurra Gallinari    | 19   | Labico            |
| Piamonte             | Giulia Giada Cordaro | 25   | Borgaro Torinese  |
| Roma                 | Federica Maini       | 18   | Roma              |
| Sicilia              | Anita Lucenti        | 19   | Módica            |
| Toscana              | Arianna Polidori     | 21   | Prato             |
| Trentino-Alto Adigio | Eleonora Lepore      | 18   | Roma              |
| Umbría               | Cecilia Alma Levita  | 22   | Torre del Greco   |
| Véneto               | Anna Tosoni          | 23   | Verona            |
| Valle de Aosta       | Francesca Poma       | 20   | Turín             |

## Jurado
- Massimo Boldi (presidente del jurado)[5]
- Francesca Manzini[5]
- Fioretta Mari[5]